# Águia-calçada
A águia-pequena, águia-calçada ou águia-de-botas (Hieraaetus pennatus) é uma ave de rapina grande. Tem cerca de 47 cm de comprimento e uma envergadura de 120 cm. É a menor das verdadeiras águias europeias, apresentando um tamanho e formas semelhantes aos da águia-de-asa-redonda (Buteo buteo). Como todas as águias, está classificada na família Accipitridae.
O voo da águia-de-botas é mais semelhante aos das águias verdadeiras, seguindo uma trajectória mais direta.

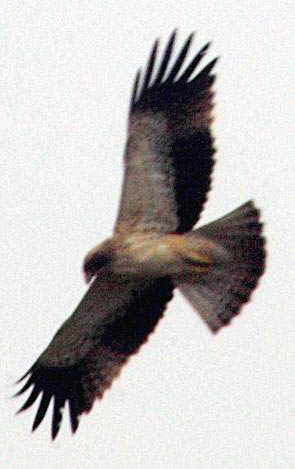
Águia-pequena no inverno indiano

Ela habita o sul da Europa, norte da África e grande parte da Ásia. É uma ave migratória e passa o inverno na África subsariana e no sul da Ásia. Esta águia põe 1 a 2 ovos em um ninho de árvore ou rochedo.
É uma espécie de área arborizada, muitas vezes encontrada em montanhas ou campos abertos. Caça pequenos mamíferos, répteis e outras aves.
É mais pequena que a águia-de-asa-redonda, mas tem um formato mais aquilino que a outra. Machos adultos tem cerca de 700 g de peso e as fêmeas podem chegar a 1 kg. Existem dois tipos de plumagens: a pálida tem predominância do cinza-claro com a cabeça e as penas de vôo negras; a outra forma tem plumagem com um marrom-médio com penas de vôo em cinza-escuro.
O pio é um guincho kli-kli-kli. Recentes pesquisas de DNA na águia-pequena a moveram do gênero Aquila para o Hieraaetus.

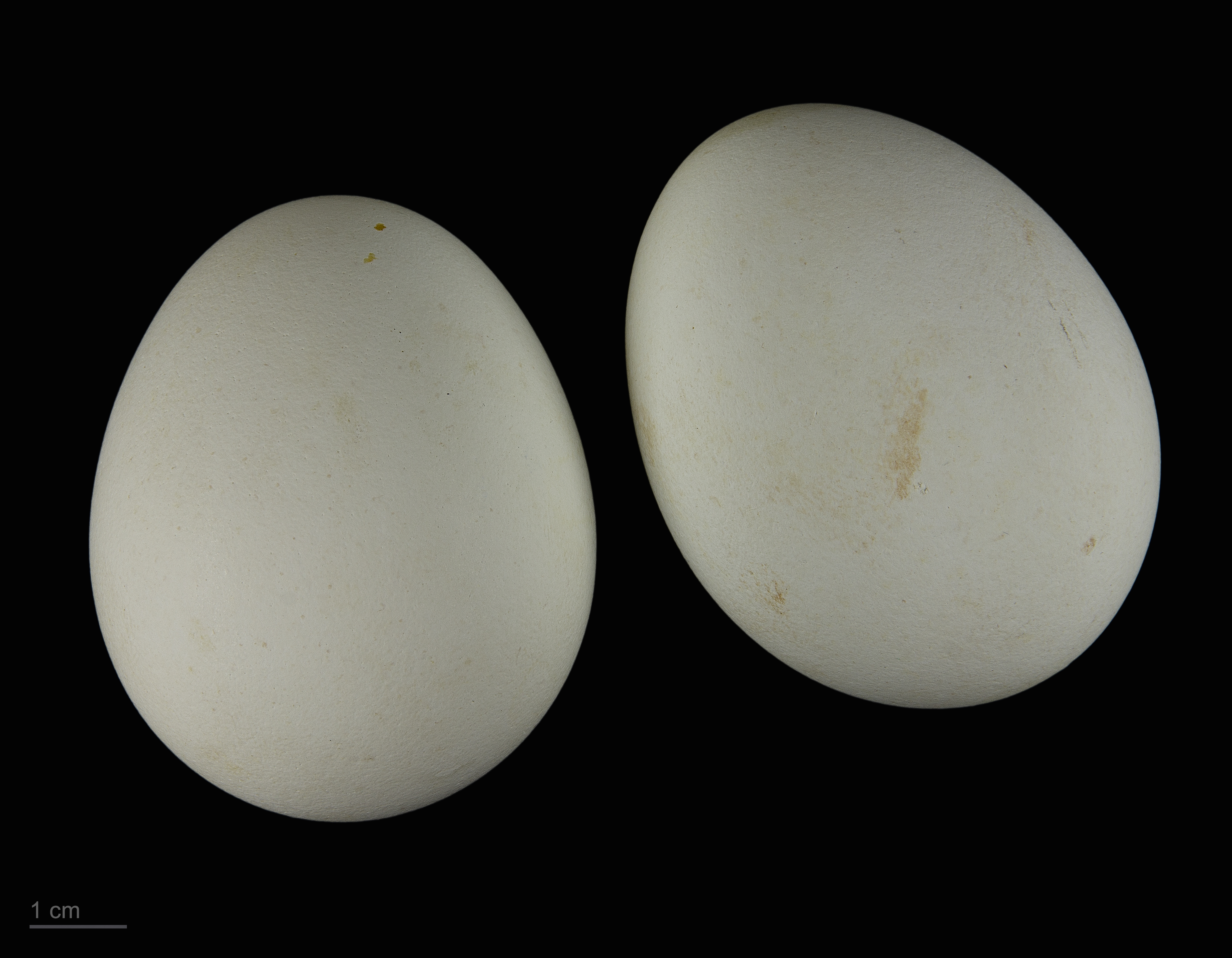
Hieraaetus pennatus - MHNT

## Conservação
Em termos europeus encontra-se na categoria SPEC 3 (SPEC corresponde a Species of European Conservation Concern – espécies que suscitam preocupações de conservação a nível europeu).
O critério para a inclusão desta espécie nesta categoria prende-se com o fato de ser uma espécie rara na Europa com uma população inferior a 10 mil casais.
Os decréscimos registados parecem dever-se a factores relacionados com a degradação e destruição dos habitats. A caça furtiva e a mortalidade devida a electrocussão nos postes eléctricos, também parecem constituir importantes factores de ameaça.

## Subespécies
A espécie é monotípica (não são reconhecidas subespécies).